# Fashion health
 (août 2011).
Si vous disposez d'ouvrages ou d'articles de référence ou si vous connaissez des sites web de qualité traitant du thème abordé ici, merci de compléter l'article en donnant les références utiles à sa vérifiabilité et en les liant à la section « Notes et références ».

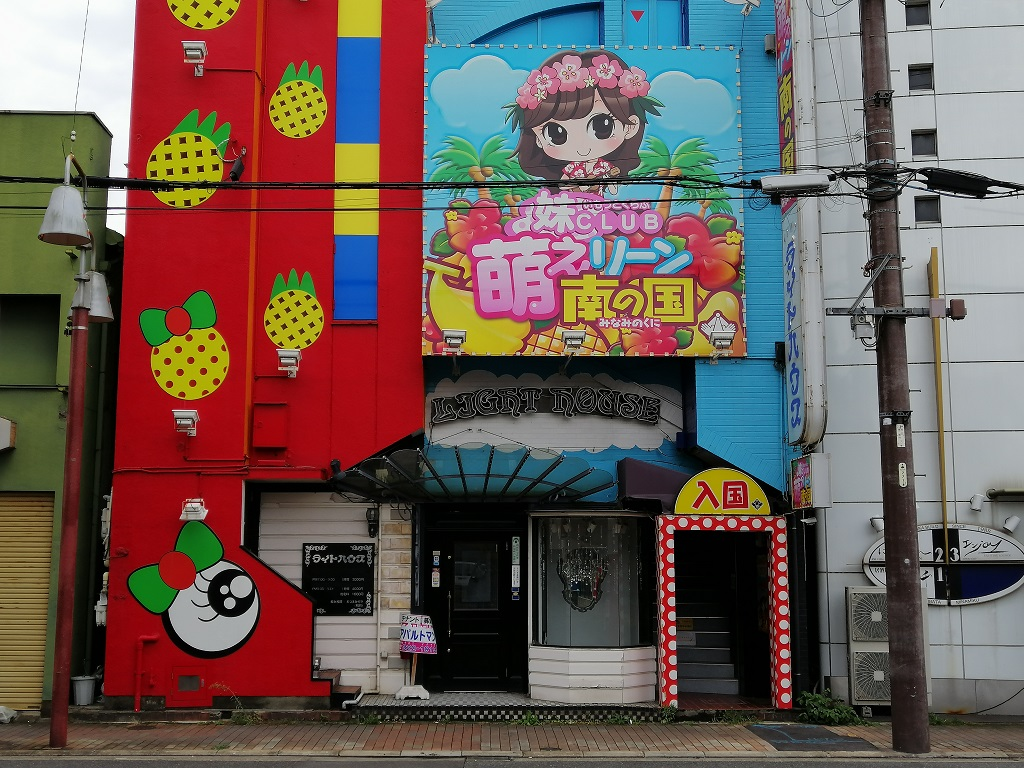
elle représente un magasin de fashion au japon

Le massage Fashion health (ファッションヘルス, fasshon herusu, littéralement « santé sur mesure »), ou plus simplement, herusu (health)  est une forme de massage pratiqué à l'intérieur de petits salons. Cette mise en scène contourne la loi japonaise du 1er avril 1957 réprimant la prostitution au Japon. Seuls le coït vaginal est visé par la loi et il n'y a, dans ce cas, pas de pénétration vaginale mais la sodomie reste possible.

## Rituel
La masseuse se déshabille avant de dévêtir son client. Elle lui propose un bain, généralement dans un jacuzzi pour les salons de massage de luxe. C'est là qu'ils se baignent tous les deux et commencent les préliminaires. Puis la jeune femme propose au client un massage où elle enduit de l'huile sur le corps totalement nu de son partenaire. Si le client ne souhait pas de massage, la prestataire peut lui proposer un sukebe-isu (すけべ椅子, étymologiquement « siège pervers »), comme dans les soaplands. Après ces activités, le client est libre de faire ce qu'il veut de sa jeune partenaire.
Chaque health propose ses options originales : onani kansatsu (la masseuse se masturbe devant le client), honyo kansatsu (la masseuse vide sa vessie devant le client), sumata (relation sexuelle simulée où la fille chevauche le client et le masturbe entre ses cuisses), etc. Chaque pratique a son prix. Dans les seikan health, les masseuses introduisent leur doigt dans l'anus du client (gyaku herusu) puis le lèchent (anusu name). Dans les fashion health, la masseuse porte une tenue au goût du client (d'où le mot fashion qui veut dire « mode » en anglais).
Ces « salons » existent dans toutes les grandes villes du Japon et sont aisément reconnaissables à leurs enseignes clignotantes et à leurs devantures criardes. Souvent désignés sous le vocable de « clubs de santé », ces centres prêtent à confusion pour les étrangers mal informés de ce qui se passe à l'intérieur. Habituellement, la photographie des « masseuses » est disposée à l'entrée de l'établissement. Parfois le visage ou simplement les yeux sont cachés par une pixelisation ou des bandes noires. Le client choisit sa masseuse d'après la photo ou bien, s'il s'agit d'un habitué, il peut réclamer sa masseuse. Dans ce cas, il devra peut être attendre qu'elle soit libre s'il n'a pas pris rendez-vous auparavant. Certaines entrées de salons proposent un croquis des services dispensés. Les prix dépendent des services effectivement utilisés et vont de 6 000 à 20 000 yens (45 à 150 euros) pour une heure. L'accent est toujours mis sur la gentillesse de ces filles qu'on évite d'appeler des « prostituées »  mais plutôt des « copines au cœur d'or ».